# Фрунзенский сельский совет (Ивановский район)
Фрунзенский сельский совет (укр. Фрунзенська сільська рада) — входит в состав
Ивановского района Херсонской области Украины.
Административный центр сельского совета находится в селе Фрунзе
.

## История
- 1807 — дата образования.

## Населённые пункты совета
- с. Фрунзе